# David Brown (Bassist)
David Brown (* 15. Februar 1947; † 4. September 2000) war ein US-amerikanischer Rockmusiker, der vor allem als langjähriger Bassist von Santana bekannt wurde.

## Karriere
Von 1966 bis 1971 sowie von 1973 bis 1976 gehörte David Brown der Begleitband von Carlos Santana an, mit der er in dieser Zeit mehrere Alben aufnahm und zudem beim legendären Woodstock-Festival und beim Montreux Jazz Festival 1970 auftrat. Außerdem wirkte er an Boz Scaggs’ Alben Moments, zu dem er 1971 zwei eigene Lieder beisteuerte, sowie Boz Scaggs & Band (1971) und My Time (1972) mit. 
David Brown starb im Jahr 2000 an Leber- und Nierenversagen.